# 小吹祐介
小吹 祐介（こぶき ゆうすけ、1981年5月18日 - ）は、日本の元ラグビー選手。

## プロフィール
- 神奈川県出身。
- ポジションはウィング(WTB)、フルバック(FB)。
- 身長 181cm、体重 86kg
- 関東代表に選ばれたことがある[1]。
- 7人制日本代表に選ばれたことがある[2]。

## 略歴
2000年、法大第二高校卒業後、法政大学に入る。なお法大第二高校時代、高校日本代表に選ばれたことがある。
2004年、法政大学卒業後、リコーブラックラムズに加入。同年10月31日に行われたジャパンラグビートップリーグ第7節のトヨタ自動車ヴェルブリッツ戦に先発出場で公式戦初出場を果たす。
2005年、ラグビーワールドカップセブンズ2005の7人制日本代表に選出された。
2012年シーズン限りで現役を引退した。